# Hrvatski klinčić
Hrvatski klinčić (hrvatski karanfil, lat. Dianthus giganteus subsp. croaticus) je endemična biljna podvrsta iz porodice Caryophyllaceae.

## Rasprostranjenost
Raste u sjeverozapadnoj Hrvatskoj, u Gorskom kotaru te na Velebitu i Lici. 

## Izgled
Listovi su cjeloviti. Lapovi su sa 7-11 žila. Latice su s produženim linealnim klincem (lat. unguis). Ima tamnocrvene cvjetove u glavičastim cvatovima. Ljuske čaške postupno prelaze u bodlje. Cvate u lipnju i srpnju, a u planinama u polovici kolovoza. Plodnica je nadrasla. Plod je tobolac. Razmnožava se sjemenom.

## Ekološki zahtjevi
Raste u suhim brdskim livadama i pretplaninskim travnjacima. Odgovara mu vapnenačko tlo i nadmorska visina od 200 do 1500 metara. Prije stotinjak godina, brojnost je bila izuzetno velika, ali se smanjila naročito na pristupačnim nalazištima. 
- Cvijet